# 弥次㐂多 (1927年の映画)
『弥次㐂多 尊王の巻』（やじきた そんのうのまき）、『弥次㐂多 韋駄天の巻』（やじきた いだてんのまき）、『弥次㐂多 伏見鳥羽の巻』（やじきた とばふしみのまき）は、1927年（昭和2年）製作、同年末から翌1928年（昭和3年）初頭にかけて公開された池田富保監督による日本の長編劇映画の3部作である。いずれもサイレント映画、時代劇の剣戟映画、コメディ映画である。

## 略歴・概要
本作は、1928年（昭和3年）の正月映画として、1927年（昭和2年）、日活太秦撮影所で製作を開始した。いずれも10巻、100分を超える長尺もので、河部五郎が弥次さん、大河内伝次郎が喜多さんを演じるという、2人の剣戟スターによる軽妙なコメディである。
第1部の『弥次㐂多 尊王の巻』は、1927年12月31日、日活の配給により、日活本番線のメイン館である浅草・富士館をフラッグシップに全国で公開された。第2部の『弥次㐂多 韋駄天の巻』は、ちょうど2週後の1928年1月14日、第3部の『弥次㐂多 伏見鳥羽の巻』は、さらに2週後の同年2月1日にそれぞれ同様に封切られた。
現在、東京国立近代美術館フィルムセンターは第3部の『弥次㐂多 伏見鳥羽の巻』のみを所蔵している。原版は残っておらず、のちに9.5mmフィルムの規格で当時販売された家庭用のフィルムが発見されたものを修復、35mmフィルムにブローアップされたヴァージョンであり、約1/5の23分の上映時間をもつ部分プリントである。
マツダ映画社は、第1部の『弥次㐂多 尊王の巻』、第3部の『弥次㐂多 伏見鳥羽の巻』の部分プリントを所蔵している。前者は12分、後者は8分の部分プリントである。2008年（平成20年）10月8日、デジタル・ミームが、この2つのフィルム断片を『弥次喜多 尊王の巻・鳥羽伏見の巻』として、おなじ大河内主演の伊藤大輔監督の『御誂治郎吉格子』（日活太秦撮影所 / 日活、1931年）とのカップリングでDVDをリリースした。

## スタッフ・作品データ
- 監督・原作・脚色 : 池田富保
- 撮影 : 青島順一郎
- 助監督 : 渡辺邦男

- 製作 : 日活太秦撮影所
- 上映時間（巻数 / メートル） : 
  1. 尊王の巻 111分[6]（10巻 / 3,048メートル） / 現存 12分[4]
  2. 韋駄天の巻 111分[6]（10巻 / 3,048メートル）
  3. 伏見鳥羽の巻 111分[6]（10巻 / 3,048メートル） / 現存 23分[7]
- フォーマット : 白黒映画 - スタンダードサイズ（1.33:1） - サイレント映画
- 初回興行 : 神田・神田日活館 / 浅草・富士館

## キャスト
- 河部五郎 - 弥次
- 大河内伝次郎 - 喜多
- 酒井米子 - 染香
- 尾上多見太郎 - 近藤勇
- 葛木香一 - 安田勇次郎
- 久米譲 - 松田義太郎
- 南部章三 - 杉村弥惣太
- 尾上華丈 - 前原常助
- 桂武男 - 川島佐太郎
- 新妻四郎 - 山嵐団六
- 南光明 - 土方歳三
- 実川延一郎 - 春河金平
- 三桝豊 - 篠原冬一郎
- 尾上桃華 - 新見権三
- 浦辺粂子 - お徳
- 小松みどり - お勝
- 浅野雪子 - お咲
- 桜木梅子 - お里

## 註
1. ↑  「御誂治郎吉格子」「弥次喜多 尊王の巻・鳥羽伏見の巻」、佐藤忠男、デジタル・ミーム、2010年2月19日閲覧。
2. ↑  所蔵映画フィルム検索システム、東京国立近代美術館フィルムセンター、2010年2月19日閲覧。
3. ↑  生誕110周年 スターと監督 大河内傳次郎と伊藤大輔 弥次喜多 伏見鳥羽の巻、東京国立近代美術館フィルムセンター、2010年2月19日閲覧。
4. 1 2 3  主な所蔵リスト 劇映画＝邦画篇、マツダ映画社、2010年2月19日閲覧。
5. ↑  商品のご紹介 DVD、デジタル・ミーム、2010年2月19日閲覧。
6. 1 2 3  Film Calculator Archived 2008年12月4日, at the Wayback Machine.換算結果、コダック、2010年2月15日閲覧。
7. ↑  弥次喜多 伏見鳥羽の巻、東京国立近代美術館フィルムセンター、2010年2月19日閲覧。